# Cerepînka, Tetiiv
Cerepînka (în ucraineană Черепинка) este un sat în comuna Cerepîn din raionul Tetiiv, regiunea Kiev, Ucraina.

## Demografie
Componența lingvistică a localității Cerepînka
     Ucraineană (100%)
Conform recensământului din 2001, toată populația localității Cerepînka era vorbitoare de ucraineană (100%).